# Papa Formoso
Formoso (Roma, 816 circa – Roma, 4 aprile 896) è stato il 111º papa della Chiesa cattolica dall'891 alla sua morte. Vissuto in uno dei periodi più difficili della storia del papato (il cosiddetto saeculum obscurum), la memoria di questo pontefice è collegata al macabro "sinodo del cadavere".

## Biografia

### La carriera ecclesiastica

#### Le missioni diplomatiche

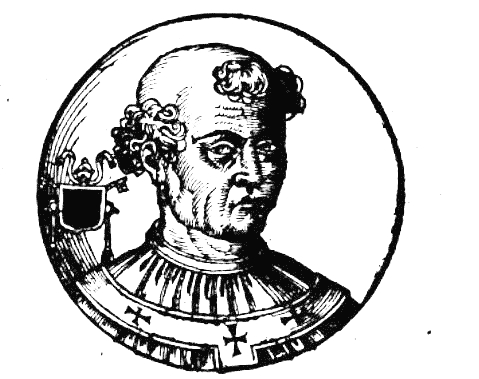
Formoso, disegno tratto da Bartolomeo Sacchi detto il Platina, Vite De' Pontefici, a cura di Onofrio Panvinio, per i tipografi Turrini e Brigonci, Venezia, 1663.

Formoso nacque attorno all'816 da Leone a Roma, dove ricevette la sua formazione. I primi documenti che lo riguardano risalgono all'864, quando era canonico regolare, e si riferiscono alla sua consacrazione a vescovo di Porto da parte di papa Niccolò I Magno, con la relativa nomina cardinalizia. Stimato sia da Niccolò che dal successore Adriano II per le sue qualità intellettuali e per la sua fermezza ed austerità di vita, Formoso intraprese missioni diplomatiche in Bulgaria (866-867) e Francia (869 e 872), dove persuase il re Carlo il Calvo a farsi incoronare dal papa. Il re bulgaro Boris I fu così soddisfatto dell'operato apostolico di Formoso che chiese (settembre-ottobre 867) prima a papa Niccolò I e poi a papa Adriano II di nominarlo arcivescovo metropolita di Bulgaria, ma entrambi i papi rifiutarono perché i canoni proibivano la traslazione di un vescovo tra sedi diverse. Il diniego da parte dei due pontefici indispettì Boris e lo spinse a riportare la Chiesa bulgara sotto la giurisdizione ecclesiastica del Patriarca di Costantinopoli, vanificando così il duro lavoro di Formoso per riavvicinare i Bulgari alla Chiesa di Roma.

#### La scomunica e il reintegro nella Chiesa
Già nel dicembre 872, dopo la morte di Adriano II, Formoso era stato candidato alla sede papale, ma gli fu preferito l'arcidiacono Giovanni. Se Giovanni VIII era l'espressione della fazione "filo-francese", favorevole ai carolingi occidentali (Carlo il Calvo e poi Carlo il Grosso), Formoso rappresentava quella "filo-germanica". Il partito di opposizione a Giovanni era particolarmente attivo in Roma, ed era guidato non solo da personaggi di spicco dell'amministrazione civile, ma anche da alti funzionari e prelati all'interno della curia, come appunto lo stesso Formoso. Di fronte al precipitare degli eventi causati dai duri scontri avvenuti in Roma tra le opposte fazioni per la successione al trono imperiale, Formoso (insieme al nomenclator Gregorio e a suo genero Giorgio) lasciò Roma nella notte tra il 14 e il 15 aprile 876. Il 19 aprile Giovanni, che aveva accusato i suoi avversari di congiura contro lo Stato, convocò un concilio nel Pantheon, nel quale ordinò loro di presentarsi per esporre le proprie motivazioni, e in particolare intimò a Formoso di fare ritorno a Roma, pena la scomunica, con una lunga serie di accuse. I capi dell'opposizione, Formoso compreso, si guardarono bene dall'accettare l'ingiunzione e il 30 giugno Giovanni, convocato un secondo concilio, scagliò contro tutti loro la scomunica, condannandoli in contumacia. Nell'agosto dell'878 Formoso, durante un concilio celebrato sotto la presidenza di papa Giovanni a Troyes, ottenne che la sentenza di scomunica venisse ritirata, a condizione di essere ridotto allo stato laicale e di non rientrare mai più a Roma.
Il successore di Giovanni, papa Marino I (882-884), fu uomo buono e pacificatore, in contrasto con l'eccessiva severità del predecessore, preferendo essere più clemente e pacifico nei confronti dei perseguitati sotto Giovanni VIII. Lo stesso Marino, del resto, apparteneva al partito filo-germanico, e dunque sciolse dalla scomunica tutti quei membri del clero che erano stati coinvolti nella pretesa congiura, compreso lo stesso Formoso, che dopo il giugno dell'883 fu riconfermato nella sua carica di vescovo della diocesi di Porto e venne sciolto dagli obblighi contratti nell'878.
La stessa clemenza e stima di Marino fu dimostrata anche dai suoi immediati successori Adriano III e Stefano V. Quest'ultimo, in particolare, dovette la sua elezione al consenso unanime di quella parte del clero, di fede filo-germanica, che faceva capo a Formoso, che tra l'altro fu personalmente incaricato della consacrazione del nuovo papa.

### L'elezione al Soglio
Morto Stefano V (14 settembre), il 6 ottobre 891 Formoso venne eletto papa, grazie al sostegno del partito filo-germanico romano e in particolare di Arnolfo di Carinzia, Re dei Franchi orientali (la parte germanica del dissolto impero carolingio) e del suo protetto Berengario, marchese del Friuli, che era stato costretto a rinunciare alla corona di re d'Italia da Guido, duca di Spoleto, inizialmente in buoni rapporti con Formoso, ma che ora aveva lasciato il partito filo-germanico per crearne uno a carattere nazionalista.
Il fatto che fosse vescovo già di un'altra diocesi (Portus) avrebbe dovuto costituire motivo di impedimento alla nomina pontificale, in quanto i canoni ecclesiastici dell'epoca vietavano la traslazione di un vescovo da una sede ad un'altra, e dunque non avrebbe potuto essere eletto vescovo di Roma, ma già con papa Marino I si era derogato alla norma, e l'irregolarità dell'elezione non fu mai impugnata contro di lui se non dopo la sua morte.

## Il pontificato

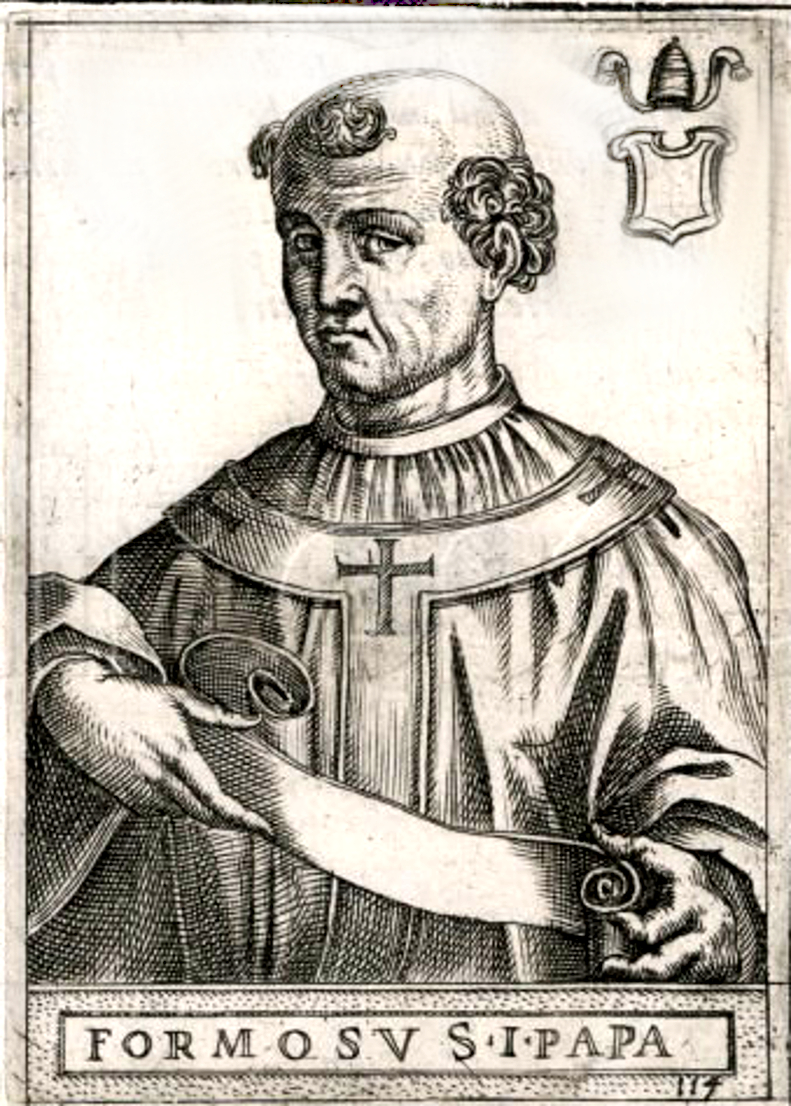
Papa Formoso, in un'incisione di Cavallieri del 1588

### Relazioni con i regni cristiani

#### La successione alla Corona carolingia
Nella contesa per il trono carolingio (893-898) tra Oddone, conte di Parigi e Carlo il Semplice, Formoso si schierò con Carlo, che fu poi incoronato come Carlo III re dei Franchi occidentali nell'898.

#### I rapporti con Costantinopoli
Nell'886 a Costantinopoli il patriarca Fozio era stato deposto e ne aveva preso il posto il vescovo Stefano I, fratello del nuovo imperatore Leone VI il Saggio. Stefano però era stato ordinato diacono proprio da Fozio, e dunque la Chiesa bizantina si era appellata a papa Stefano V riguardo alla validità della sua ordinazione. Il predecessore di Formoso aveva risposto che l'ordinazione doveva essere considerata nulla e che i chierici ordinati da Fozio (compreso il nuovo patriarca) dovessero fare ammenda ed essere così reintegrati nella comunione con la Chiesa come laici. Durante le trattative, però, Stefano V morì (891) e Formoso scelse di seguire la linea del predecessore. 
Alcuni studiosi ritengono che il documento contenente la decisione di Formoso sia stato manomesso e che la linea del papa dovesse essere più equanime nei confronti degli ecclesiastici nominati da Fozio.

#### I rapporti con i pretendenti alla Corona imperiale
Il partito "italiano" era guidato a Roma dal diacono Sergio, futuro Sergio III, che vedeva nei duchi di Spoleto gli unici che potessero garantire la sicurezza della Chiesa. Formoso, al momento, non poteva far altro che sostenere la loro causa, visto che, per la lontananza di Arnolfo e Berengario, Roma si trovava alla mercé del duca spoletino. Pertanto, su richiesta dell'imperatore Guido II di Spoleto, il 30 aprile 892 Formoso rinnovò la sua incoronazione e, nella stessa cerimonia, incoronò co-imperatore il figlio dodicenne Lamberto II a Ravenna.
Guido, sfruttando il potere della corona imperiale, sconfinava ripetutamente e impunemente nei territori della Chiesa, compiendo razzie. La situazione rischiava di provocare disordini a Roma, dove i due opposti partiti erano sempre pronti a far scoppiare disordini. Pertanto nel settembre 893 Formoso inviò dei legati alla corte di Arnolfo, implorando l'imperatore legittimo di liberare l'Italia dai "cattivi cristiani". Nella primavera dell'894 Arnolfo varcò le Alpi, ma la sua fu solo un'azione dimostrativa, in cui ottenne soltanto l'ossequioso omaggio dei principi dell'Italia centro-settentrionale, senza alcun intervento contro gli spoletini. Convinto che potesse essere sufficiente, tornò in Germania, consentendo a Guido di riprendere in mano la situazione.
Tra il dicembre e il novembre dell'894 Guido morì a causa di un malore, lasciando il figlio Lamberto II a prendersi cura della madre Ageltrude, accesissima avversaria dei filo-germanici. Lamberto reclamò immediatamente la sua incoronazione a imperatore, e questa volta a Roma. Formoso tentò di prendere tempo, ma non poté fare altro che riconfermare l'incoronazione dell'892. Intanto però inviava una nuova ambasceria ad Arnolfo il quale, nell'autunno dell'895, scese ancora una volta in Italia deciso, stavolta, a chiudere definitivamente la partita e a prendersi anche il titolo di re d'Italia.
Ageltrude e il partito degli spoletini, indignati per il voltafaccia del papa, gli giurarono odio eterno e reagirono: Lamberto si barricò a Spoleto, in attesa di Arnolfo, mentre la madre sobillava la rivolta in Roma; il papa fu catturato e incarcerato in Castel Sant'Angelo e i rivoltosi, preso il controllo della città, si chiusero all'interno delle Mura leonine pronti a resistere. Arnolfo però ebbe la meglio: le sue forze entrarono da Porta San Pancrazio e liberarono Formoso; Ageltrude riparò a Spoleto. Alcuni giorni dopo, nel febbraio dell'896 (alcuni indicano la data del 22), il papa incoronò imperatore Arnolfo, che ben presto lasciò Roma e si mosse contro il Ducato di Spoleto. Ma una paralisi lo colpì mentre era in marcia, e fu costretto a tornare in Baviera non essendo più in grado di continuare la campagna. La situazione all'improvviso si capovolse: Formoso, che fino a quel momento si era sentito forte dell'alleanza con Arnolfo, d'un tratto si trovò scoperto e abbandonato ai disordini che immediatamente scoppiarono in Roma, fomentati dal partito spoletino che in poco tempo aveva ripreso il sopravvento.

### Morte e sepoltura
La morte, forse per veleno, che lo colse il 4 aprile 896, gli risparmiò sicuramente le rappresaglie degli avversari. Fu sepolto nel recinto del Vaticano, dove rimase solo nove mesi prima di essere esumato e sottoposto a processo.

## Il "Sinodo del cadavere" e la persecuzionepost mortem

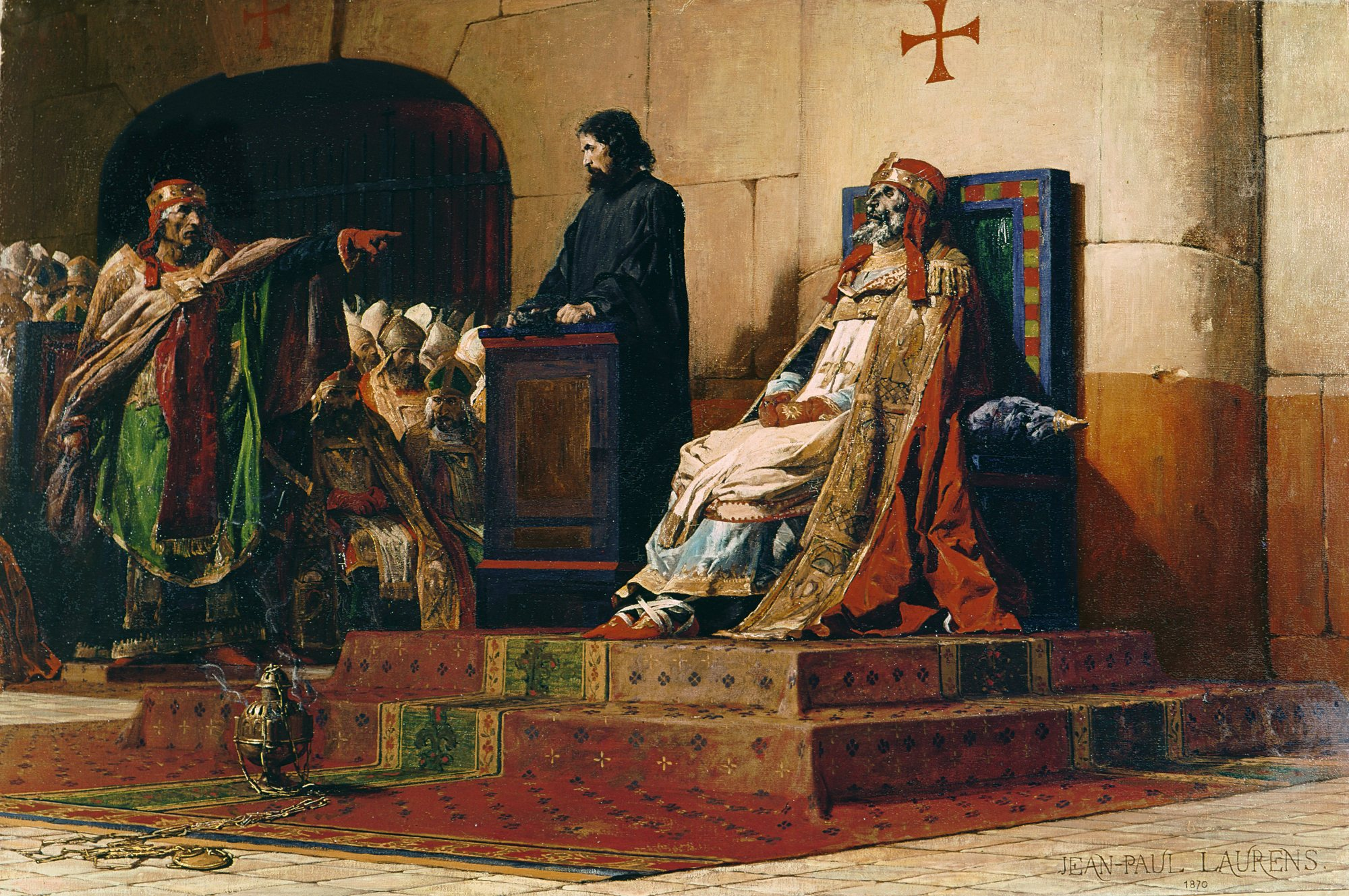
Processo al cadavere del papa Formoso (Le pape Formose et Étienne VII, dipinto di Jean-Paul Laurens, 1870)

Nel febbraio dell'897, ancora spinti dall'odio verso Formoso che aveva rinnegato la casata spoletina, avendo per di più chiamato in Italia un re e un esercito straniero, Lamberto e sua madre Ageltrude imposero al papa Stefano VI (eletto dal partito spoletino) di istruire un processo post-mortem a carico del defunto papa, in quello che venne chiamato il "Sinodo del cadavere"; il clero romano avrebbe giudicato il pontefice traditore.
Il cadavere di Formoso venne dunque esumato, vestito dei paramenti pontifici e collocato su un trono nella basilica lateranense per rispondere di tutte le accuse che a suo tempo erano state avanzate da Giovanni VIII. A parte la generale decadenza dei costumi e della moralità, anche da parte delle più alte cariche ecclesiastiche, l'unica plausibile spiegazione a un siffatto modo di procedere può essere riscontrata nella procedura giudiziaria germanica, che nella celebrazione di un processo esigeva la presenza del corpus delicti, e che dunque consentiva anche la presenza di un cadavere. Dopo un processo, più simile ad una macabra messinscena, in cui lo stesso papa Stefano fungeva da accusatore, il verdetto stabilì che Formoso era stato indegno del pontificato e dunque venne ufficialmente deposto, tutti i suoi atti e le sue misure vennero annullati e gli ordini da lui conferiti furono dichiarati non validi. Quest'ultimo aspetto in particolare tornava a vantaggio di papa Stefano, il quale, proprio durante il pontificato di Formoso, era stato nominato vescovo di Anagni e pertanto, anche lui, non avrebbe potuto essere eletto al pontificato; rendendo nulli gli atti di Formoso veniva meno la sua nomina vescovile e dunque anche l'irregolarità nell'elezione pontificale di Stefano.
I paramenti gli vennero strappati di dosso, le tre dita della mano destra, usate per le benedizioni, gli furono recise e con urla selvagge il cadavere fu trascinato via dalla sala e gettato nel Tevere. Secondo il Gregorovius, che pure ha parole di netta riprovazione per il "Sinodo del cadavere", la sentenza poteva comunque avere qualche fondamento giuridico nella condanna dell'allora vescovo Formoso, nel giuramento infranto di non rientrare più a Roma (sebbene ne fosse stato sciolto da papa Marino I) e dal suo innalzamento a pontefice pur essendo già vescovo.
Il cadavere percorse, per tre giorni, circa venti miglia trascinato dalla corrente del fiume, fino ad arenarsi su una sponda presso Ostia ove fu riconosciuto da un monaco (si dice indirizzato lì da una visione del defunto pontefice) e nascosto dai suoi fedeli finché fu vivo Stefano VI. Nel dicembre di quello stesso anno i resti di Formoso furono riconsegnati a papa Romano (897), e di nuovo inumati nella basilica di San Pietro dal successore papa Teodoro II (897), che lo avrebbe posto tra le tombe degli apostoli con una pomposa cerimonia. Papa Giovanni IX (898-900) annullò il processo contro Formoso e tutti i suoi atti, mentre papa Sergio III (904-911), che a suo tempo era stato tra i maggiori promotori del "Sinodo del cadavere", ne approvò nuovamente le decisioni, chiedendo la riconsacrazione dei vescovi ordinati da Formoso. Poiché però nel corso della loro attività essi avevano conferito l'ordine a molti altri ecclesiastici, prendere tale decisione si rivelò estremamente complicato, perciò la cosa fu lasciata cadere. Successivamente la validità dell'operato di Formoso venne ripristinata.